# Suraj Jeu Thakuri
Suraj Jeu Thakuri (Dhulikhel, 19 de diciembre de 2000) es un futbolista nepalí que juega en la demarcación de centrocampista para el Pokhara Thunders de la Superliga de Nepal.

## Selección nacional
Tras jugar en la selección de fútbol sub-19 de Nepal y en la sub-23, finalmente hizo su debut con la selección absoluta el 11 de junio de 2021 en un encuentro de clasificación para la Copa Mundial de Fútbol de 2022 contra Australia que finalizó con un resultado de 0-3 a favor del combinado australiano tras los goles de Fran Karačić, Mathew Leckie y Martin Boyle.

## Clubes
| Club                        | País  | Año       | Partidos | Goles |
| --------------------------- | ----- | --------- | -------- | ----- |
| Jawalakhel YC               | Nepal | 2019-2021 | 12       | 0     |
| Biratnagar City FC (cedido) | Nepal | 2021      | 6        | 0     |
| Jawalakhel YC               | Nepal | 2021-2022 | 11       | 0     |
| Birgunj United FC           | Nepal | 2022      |          |       |
| Sankata Boys SC             | Nepal | 2023      | 25       | 1     |
| Pokhara Thunders            | Nepal | 2023-     |          |       |